# 夏格·安拿斯
夏格·安拿斯（Hakan Anaz，1969年8月4日—），土耳其裔澳大利亚足球裁判。
他於2005年取得國際足協的國際裁判資格，得以為國際比賽執法。2011年，他出任亞洲國家盃的旁證。翌年，又替倫敦奧運會執法。2014年世界盃，他出任洪都拉斯對厄瓜多爾這場分組賽的旁證。